# Martenoovi talasi
Martenoovi talasi (fr. Ondes Martenot) su rani elektronski muzički instrument. Oni su izum francuskog čeliste Morisa Martenoa, 1928. godine i prvobitno, po zvuku veoma slični tereminu. Akustične sposobnosti instrumenta kasnije su bile povećane dodavanjem proširenih kontrola i upaljenih zvučnika. 
Proizvodnja instrumenta prestala je 1988, ali mali broj konzervatorijuma u Francuskoj još uvek drži njegove časove (npr. Paris, Strasbourg, Boulogne-Billancourt, Evry, Cergy-Pontoise). Od 1997, projekat Ondéa pokušava da stvori novi oblik martenoovih talasa. Budući da je Martenoovo ime još uvek pod zaštitom autorskih prava, novi instrument nazvan je Ondéa, ali sviranje i operativne karakteristike identične su sa martenoovim talasima. 2001, kompletan prototip je korišćen na koncertima, i od 2005, ovaj instrument postao je u regularnoj upotrebi.

## Spoljašnje veze
- Martenoovi talasi, video snimci na sajtu Jutub
- Ondes Martenot : history, videos, photos, CDs...
- Christine Ott - Ondes Martenot modern composer website